# Ortenberg (Hesja)
Ortenberg – miasto w Niemczech, w kraju związkowym Hesja, w rejencji Darmstadt, w powiecie Wetterau. Miasto liczy 54,7 km²; 30 czerwca 2013 zamieszkiwało 8904 mieszkańców.

## Współpraca
Miejscowości partnerskie:
- Lisberg, Bawaria (kontakty utrzymuje dzielnica Lißberg)
- Ortenberg, Badenia-Wirtembergia
- Roßla – dzielnica Südharz, Saksonia-Anhalt